# Saudiarabien i olympiska sommarspelen 1992
Saudiarabien deltog i de olympiska sommarspelen 1992 med en trupp bestående av nio deltagare, men ingen av landets deltagare erövrade någon medalj.

## Friidrott
Herrarnas diskuskastning
- Khaled Al-Khalidi
  - Kval — 47,96 m (→ gick inte vidare)

Herrarnas kulstötning
- Khaled Al-Khalidi
  - Kval — 17,72 m (→ gick inte vidare)

## Fäktning
Herrarnas sabel
- Sami Al-Baker